# Saint Barnabas' Church, London
Saint Barnabas är en anglikansk kyrka inom Engelska kyrkan, uppkallad efter den urkyrkliga ledaren Barnabas. 
Kyrkan ligger i Woodside Park i stadsdelen Finchley i norra London och är känd som ett av högsätena för den karismatiska rörelsen New Wine.
Den första kyrkan på platsen var en temporär kyrka som uppfördes 1885. Den nuvarande tegelbyggnaden, ritad i gotisk stil av J. S. Alder, stod färdig 1912 och 1914 bildades församlingen.
Kyrkan har ofta använts för inspelningar av klassisk musik, av till exempel Barry Tuckwell, Joshua Bell  och Lynn Harrell.